# Ellen Harlizius-Klück
Ellen Harlizius-Klück (* 1958) ist eine deutsche Künstlerin und Autorin.
Harlizius-Klück promovierte an der Carl-von-Ossietzky-Universität Oldenburg. Sie wertet in ihrer Forschung, z. B. in Saum und Zeit, das sie in Anlehnung an Martin Heideggers Sein und Zeit verfasste, die Arbeit antiker Weberinnen als mathematische Meisterleistung auf.